# Nedeczky István (földbirtokos)
Nedecei Nedeczky István (Lesencetomaj,  Zala vármegye, 1832. március 22. – Biharugra, 1908. szeptember 3.) földbirtokos, 1848-as honvéd, az 1860-as években a magyarországi függetlenségi szervezkedések egyik vezetője, országgyűlési képviselő.

## Élete

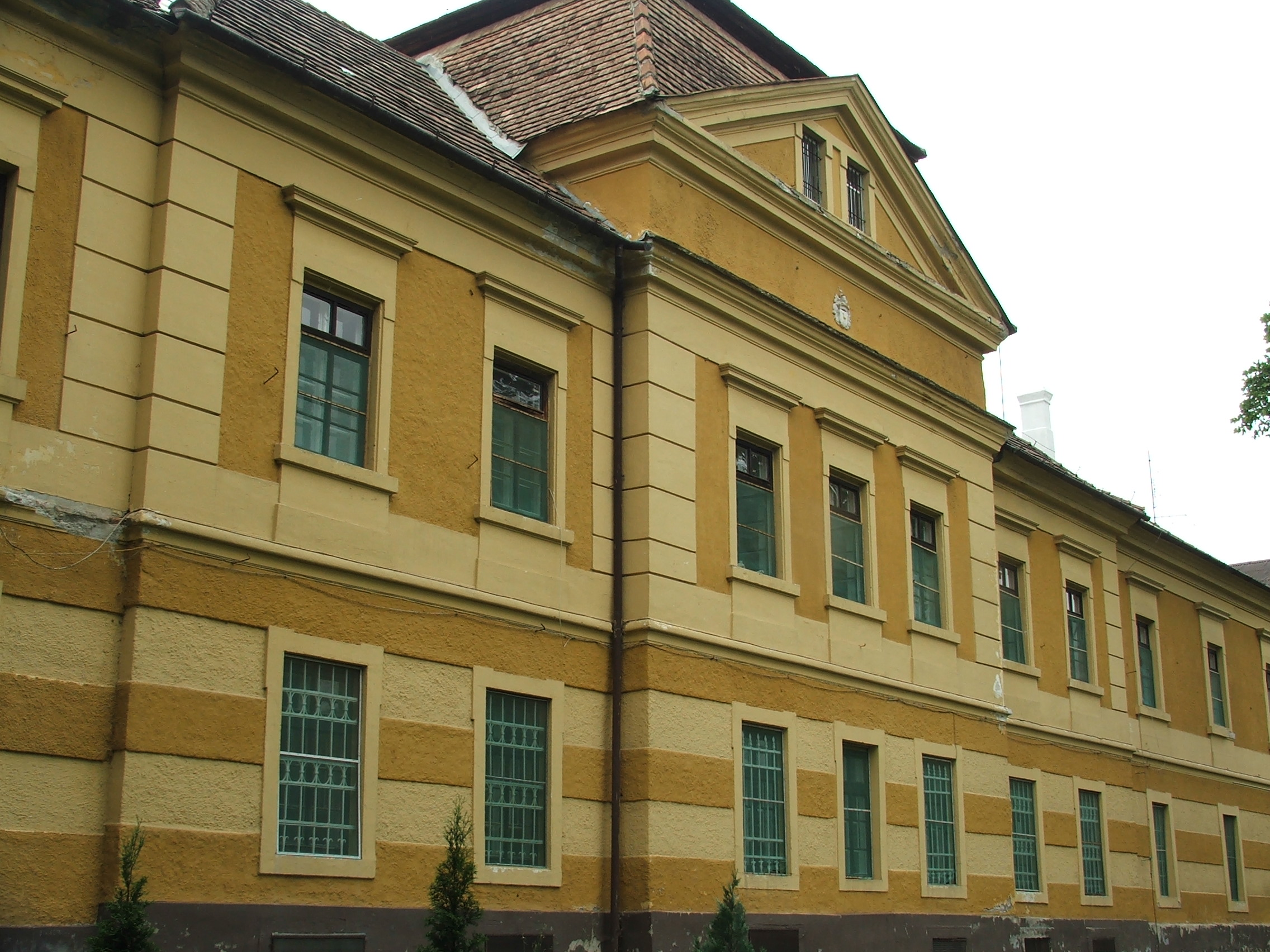
A Nedeczky-kastély, Lesencetomaj (2011)

Az ősrégi nemesi származású nedecei Nedeczky család sarja. Apja nedecei Nedeczky Lajos (1800–1841), Deák Ferenc kedves, ifjúkori barátja, balatonedericsi és lesencetomaji földbirtokos volt, megyei aljegyző, majd szolgabíró a szántói járásban, anyja a nemeskéri Kiss család sarja, nemeskéri Kiss Emma (1813-1856), Deák Ferenc unokahúga volt. Apai nagyszülei nedecei Nedeczky Ferenc (1769–1835), Zala vármegyei másodaljegyző, árvaszéki elnök, és lomnicai Skerlecz Mária Klára (1777–1828) voltak. Anyai nagyszülei nemeskéri Kiss József (1786-1829), földbirtokos és kehidai Deák Jozefa (1791–1853) voltak.
A fiatal Nedeczky István 1848 augusztusában, alig 16 évesen a zalaegerszegi nemzetőrök közé állt, később a forradalmi honvéd hadseregben részt vett a téli hadjáratban és a branyiszkói ütközetben is. Azután a 7. huszárezredhez vezényelték, ahol százados lett. Végigharcolta a nyári hadjáratot a világosi fegyverletételig. Az 1848–49-es forradalom és szabadságharc leverése után büntetésből közlegényként besorozták a császári hadseregbe, ahonnan 1852-ben váltságdíj ellenében szabadult. 1863-ban  elhatározta, hogy Párizsba utazik a nagybátyjához, onnan esetleg tovább Itáliába, és beáll a magyar légióba. 1863. október–novemberében Kossuth Lajos a Torinóba érkező Nedeczkyt megbízta egy esetleges galíciai felkelés, illetve az olasz–osztrák háború esetén megszervezendő magyarországi felkelés előkészítésével. Torinóban Nedeczky tagja lett a Dante Alighieri szabadkőműves páholynak.

### A Nedeczky–Almásy-összeesküvés
1864-ben szervezkedni kezdett Almásy Pállal és Beniczky Lajossal Magyarország függetlenségének helyreállításáért az 1848-as törvények alapján. Az egész országot átfogó szervezkedésnek az élén Nedeczky, illetve a Kossuthtól független Almásy Pál állt. A Nedeczky által vezetett szervezkedés a Dunántúlra terjedt ki, és jelentős részben az 1861-es honvédegyleti kapcsolatokra alapozta a működését, a Beniczky és Almásy vezette összeesküvők viszont a Dunától keletre és északra szerveződtek. Pesten a „Kis Pipa” vendéglő volt a szervezkedők törzshelye és az idegen börtönökből hazaérkező hazafiaknak fővárosi útjukban az első megálló. Az Almásy és Nedeczky-féle összeesküvők is itt tartották gyüléseiket, és a szövetség egyik részét itt robbantotta szét 1864. március 15-én az osztrák rendőrség. Még elfogatása előtt Nedeczky szervezkedése március 13-án, a bécsi forradalom évfordulóján Pest belvárosában kisebb utcai tüntetést rendezett. A szervezkedés lebuktatója a császári besúgóhálózat egyik embere, az összeesküvő Asbóth Lajos volt, akit már 1862-től az osztrák rendőrség fizetett, és aki provokátorként 10 000 Ft díjazás fejében elvállalta az Almásy-féle összeesküvés katonai vezetését. Így hát a szervezkedés rövid úton lelepleződött, és Nedeczkyt Almásyval együtt a pesti Angol Királynő Szállóban letartóztatták. Nehéz helyzetbe került a két vezető, hiszen mindketten országgyűlési képviselők voltak Debrecenben, Almásy Pál pedig elnökölt is a Habsburg-ház trónfosztását kimondó ülésen, 1849. április 14-én. Ő hirdette ki a Habsburg–Lotaringiai-ház trónfosztását kimondó Függetlenségi Nyilatkozatot és ő volt – báró Perényi Zsigmond felsőházi másodelnök és Szacsvay Imre képviselőházi jegyző mellett – az okmány egyik aláírója is.
A Katonai Kerületi Törvényszék protokolluma szerint március 16-án hajnali öt órakor bizottság indult az Invalidusok házából (annak idején az épület nagyobb része Károly-laktanya néven kaszárnya volt, ma a fővárosi városháza) a városparancsnokság által elrendelt házkutatások és őrizetbe vételek végrehajtására. A Híd utca és a Dunasor (ma Deák Ferenc utca és Apáczai Csere János utca) sarkán álló Angol királynő Szállodába mentek, ahol a portás felvilágosítása szerint - Almásy Pál a második emeleti 62. számú szobában, Nedeczky István pedig az első emeleti 27-es szobában lakott. Ellenállásba nem ütköztek, a szobák gondos átkutatásakor minden iratot, könyvet, számlát stb. kofferba pakoltak, és azt lepecsételték. Nedeczkynél mindössze három levelet foglaltak le, egy 1864. március 7-én kelt levelet nagybátyjától, Deák Ferenctől, egy másikat 1863. január 16-i kelettel Botka Károlytól, húga férjének testvérétől és egy lepecsételt írást Kund Vince somogyfajszi birtokostól. Almásyt és Nedeczkyt ezután bekísérték a Károly-laktanyába.
A rendőrségi jelentésből sok minden megtudható Nedeczkyről: katolikus, magas, sovány férfi, haja fekete, szeme kék, körszakállt visel, beszél a magyaron kívül németül, kevéssé latinul és franciául, 330 forint és egy ezüst óra volt nála. Letartóztatásának indoka: hazaárulás. A haditörvényszék Nedeczkyt kötél általi halálra és nemességének elvesztésére ítélte, de kegyelemből a két fővádlott halálos ítéletét 20-20 évi várfogságra változtatták, amelyből Nedeczky három évet Olmützben le is töltött. Beniczky Lajost 10 évi várbörtönre ítélték, társaikat pedig több évi börtönbüntetésre.

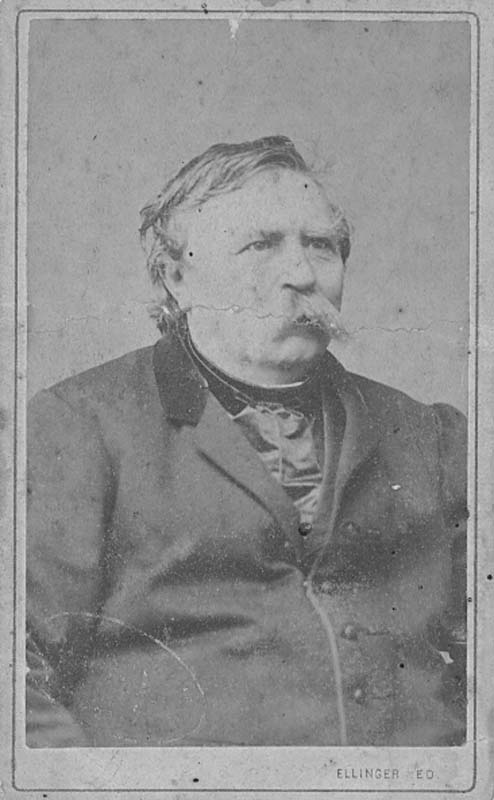
Deák Ferenc fényképe, a felvétel Ellinger Ede pesti műtermében készült

I. Ferenc József osztrák császártól kegyelmet kapott, amikor a császár Deák Ferencet fogadta az 1866-os königgrätzi vereség után.
A császár …szelíden kérdé Deáktól: — Önnek is hiányzik valakije ?
— En nem panaszkodom, fölség, noha nekem is van egy unokaöcsém, a ki Olmützben raboskodik.
Másra fordult a beszéd, de érti a császár a maga mesterségét, el nem felejtette a Deák megjegyzését és alig hogy távozott, hivatta Belcredit.
- Még ma tegyen nekem jelentést, hogy az olmützi foglyok közül ki a Deák Ferencz unokaöcscse, s még ma menjen el a parancs, hogy azonnal szabadon bocsáttassék.
1878 és 1906 között az Országos Honvédsegélyző Egylet irodafőnökeként a volt honvédek segélyügyeivel foglalkozott.

## Históriai tarokkparti
1869 és 1878 között Temes vármegye országgyűlési képviselője volt, Deák Ferenc unokaöccseként, annak politikailag egyik legfőbb támogatója. 

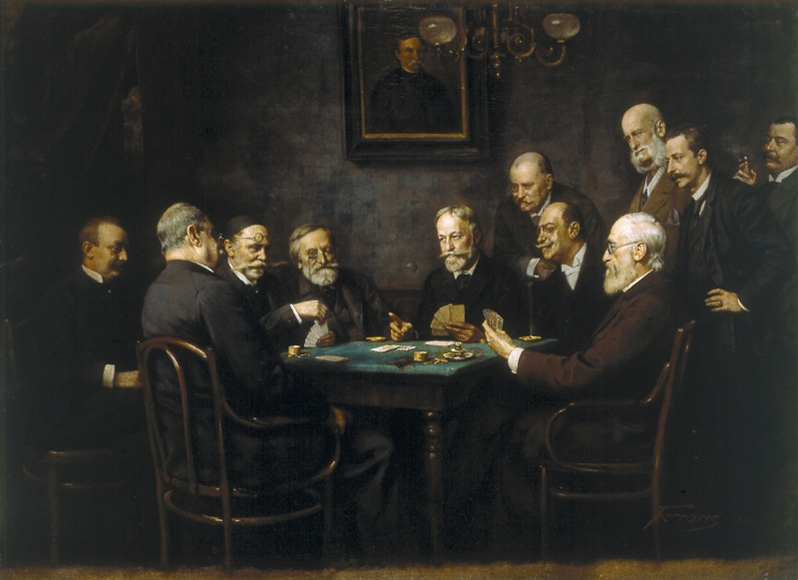
Tarokkparti a Szabadelvű Párt klubjában. "…négy öreg ur üti a tarokkot. Jókai, Sváb Károly, Nedeczky István voltak a törzs-partnerek…" A tarokkpartinál Jókai mindig szemben ült Deák Ferenc unokaöccsével, Nedeczkyvel

…Jó időkben, rossz időkben buzgón kártyáznak a honatyák. A legrégibb partié a billiárd melletti első szobában van, a hol ős-idök óta számos gibicztől körülvéve négy öreg ur üti a tarokkot. Jókai, Sváb Károly, Nedeczky István voltak a törzs-partnerek, valamint a mindenkori miniszterelnökök, a kik úgy örökölték a partnerséget, mint egykor a prímások az esztergommegyei örökös föispánságot. A miniszterelnökök rendszerint tarokkot játszanak, ezzel fejezik ki familiáris érzelmeiket és a párthoz való összetartozandóságot….

## Házassága és gyermekei
Nedeczky István feleségül vette gyulai Gaál Konstancia (*1838–?) kisasszonyt, akinek a szülei gyulai Gaál János és Arnold Júlia lányát. Házasságukból két leány született:
- Nedeczky Franciska Klára Julianna Emma (Dombó, 1857. április 26. – Biharugra, 1934. október 1.).[9][10] Férje: nagybölöni Bölöny József (Nagyvárad, 1850. január 2. – Szilaspuszta, 1930. szeptember 27.), színházigazgató, országgyűlési képviselő.
- Nedeczky Emma Ilona Terézia (Dombó, 1858. augusztus 10. – Balatonederics, 1883. július 27.).[11][12] Férje: nedeczei Nedeczky Jenő (Balatonederics, 1840. március 13.–Balatonederics, 1914. március 12.), országgyűlési képviselő, Zala vármegye nemesi választmány tagja, földbirtokos.[13]

## Művei
- Az írásművek elmélete. Pest, 1870
- A tragédia elmélete. Pest, 1871
- A komédia elmélete. Pest, 1872
- A magyar nemzeti irodalom történetének vázlata. Pest, 1872
- Aesthetikai dolgozatok. Bp., 1873
- Stilisztika. Bp., 1875
- Nedeczky István. Deák. A képviseleti alkotmány megalapítása. Rudnyánszky A., 478. o. (1876)